# Agentur
En agentur är en arbetsplats där man arbetar med förmedling av tjänster och produkter som någon annan har rättighet till. Detta gäller blan annat skådespelare, modeller, statister och artister.
Agenturen står för den rättighet som ett företag har att sälja varor/tjänster för ett annat företags räkning. Ägaren till ett agenturföretag kallas agent. Ersättning utgår i form av provision, det vill säga som del av värdet på en order. Agenturer är vanligast när det handlar om import och export. Om en agent har ensamrätt att till exempel importera en vara kallar man hen för generalagent.